# Phaseolus galactoides
Phaseolus galactoides là một loài thực vật có hoa trong họ Đậu. Loài này được (M.Martens & Galeotti) Marechal miêu tả khoa học đầu tiên.